# Лютогневиці
Лютогневиці (пол. Lutogniewice, нім. Schönfeld) — село в Польщі, у гміні Богатиня Згожелецького повіту Нижньосілезького воєводства.
Населення — 218 осіб (2011).
У 1975-1998 роках село належало до Єленьогурського воєводства.

## Демографія
Демографічна структура станом на 31 березня 2011 року:
|          | Загалом | Допрацездатний вік | Працездатний вік | Постпрацездатний вік |
| -------- | ------- | ------------------ | ---------------- | -------------------- |
| Чоловіки | 104     | 28                 | 67               | 9                    |
| Жінки    | 114     | 26                 | 67               | 21                   |
| Разом    | 218     | 54                 | 134              | 30                   |